# Wohnplatz
Ein Wohnplatz ist in der Siedlungsgeographie und Demographie eine räumlich geschlossene, dauernd bewohnte Ansiedlung. Darüber hinaus wird der Begriff je nach Fachgebiet und Verwaltungseinheit auf kommunaler oder Länderebene abweichend von der rein siedlungsgeographischen Definition verwendet.

## Arten von Wohnplätzen
Amtliche Ortsverzeichnisse – meist Wohnplatzverzeichnis genannt – unterscheiden Wohnplätze nach Art, wobei folgende Bezeichnungen vorkommen:
- Dorf geschlossene Ansammlung von Häusern und Höfen, in der Regel mit entsprechender Infrastruktur (z. B. Kirche, Gasthaus, Laden); das Dorf kann eine eigenständige politische Gemeinde oder Teil einer Gemeinde (bzw. Stadt) sein; zu einem Dorf können weitere Wohnplätze der nachfolgend genannten Formen gehören. In Bayern wird unterschieden zwischen Dorf, Kirchdorf und Pfarrdorf.
- Weiler; geschlossene Siedlung ohne wesentliche Infrastruktur; ein Weiler gehört in der Regel zu einem benachbarten Dorf oder einer Stadt.
- Siedlung; planmäßig angelegte Gruppe von Häusern oder Höfen (z. B. Neubausiedlung), in der Regel am Rande oder außerhalb eines Ortes und keine eigene Gemeinde.
- Häusergruppe oder Hofansammlung; Siedlung, die nur aus wenigen Häusern oder Höfen besteht, ähnlich einem Weiler
  - Ausbau, Abbau; abseits eines Dorfes gelegener Wohnplatz mit Neusiedler- oder Aussiedlerhöfen; Bezeichnung aus Nord- und Ostdeutschland.
  - Bauerschaft; Siedlung, die aus verstreut gelegenen Bauernhöfen besteht; Bezeichnung aus dem Münsterland und dem westlichen Niedersachsen.
  - Zinken; verstreute Ansiedelung von Einzelhäusern; selten gebrauchter Begriff; Bezeichnung aus dem Schwarzwald.
  - Hofschaft (selten gebrauchter Begriff); Bezeichnung aus dem Bergischen Land.
  - Kolonie eine planmäßig angelegte, neue Siedlung (z. B. Villenkolonie, Zechenkolonie), Begriff vorwiegend im 19. Jahrhundert gebräuchlich.
  - Drubbel (selten gebrauchter Begriff); siedlungsgeographische Bezeichnung aus Nordwestdeutschland.
  - Vorwerk; ausgelagerte Wohnplätze bei großen Gütern (Gutshöfen).
  - Kotten, Hofstadt, Ackergut, Ackerhof und anverwandte Bezeichnungen für einzelstehende landwirtschaftliche Betriebe.
- Einöde; in Bayern gebräuchliche Bezeichnung für eine Siedlung mit ein oder zwei Wohngebäuden.[1]
- Einzelhaus; alleinstehendes Haus (Mühle, Forsthaus, Gaststätte, Etablissement) oder Hof (Einsiedlerhof), auch so genannte Aussiedlerhöfe.
- Schloss, Burg, Rittergut; allgemein bewohnte Adelssitze in historischen Wohnplatzverzeichnissen.

## Regionale Besonderheiten

### Baden-Württemberg
Als Wohnplatz wird jeder räumlich abgegrenzte, besonders benannte und dauernd bewohnte Ort bezeichnet, insbesondere auch Hauptorte von Gemeinden. Beispielsweise klassiert das 1952 erschienene Wohnplatzverzeichnis von Württemberg-Baden die Wohnplätze in folgende Gruppen: Stadt (genauer: Hauptort einer Gemeinde mit der Bezeichnung „Stadt“), Pfarrdorf, Dorf, Pfarrweiler, Weiler, Schloss, Höfe, Häuser, Hof, Haus.
Insbesondere im Regierungsbezirk Freiburg wird für eine bestimmte Art von Weiler auch der Begriff Zinken verwendet.
Die baden-württembergische Gemeindeordnung (GemO) verwendet das Wort Wohnplatz nicht. Jedoch dienen Wohnplätze vielfach als Grundlage für die Definition folgender kommunalrechtlicher Einheiten, deren Abgrenzung und Benennung in der Hauptsatzung der jeweiligen Gemeinde geregelt ist:
- Stadt- bzw. Ortsteile,
- Ortschaften gemäß § 68 GemO,
- Wahlbezirke für die unechte Teilortswahl gemäß § 27 GemO.

### Brandenburg
Mit dem Begriff Wohnplatz werden in Brandenburg Siedlungen und Siedlungsteile erfasst, die weder Ortsteile gemäß § 45 der Kommunalverfassung des Landes Brandenburg (BbgKVerf) sind, noch als Gemeindeteil in der Hauptsatzung der Gemeinde benannt werden. Wohnplätze sind historisch gewachsen.

### Nordrhein-Westfalen
Als Wohnplatz werden abweichend von der rein siedlungsgeographischen Definition mancherorts räumlich geschlossene, dauernd bewohnte Ansiedlungen bezeichnet, die ein politisch unselbstständiger statistischer Teil einer Gemeinde sind. Nur einige wenige Städte in Nordrhein-Westfalen verwenden gemäß der örtlichen Hauptsatzung diesen Begriff und bezeichnen Untereinheiten ihrer Statistische Bezirke unabhängig von der Siedlungsgeschichte als Wohnplatz. Beispiele sind Neuss und Hennef sowie bis 2015 in Bergisch Gladbach.

### Sachsen-Anhalt
Die Geoinformationsbehörde des Landes Sachsen-Anhalt, das Landesamt für Vermessung und Geoinformation Sachsen-Anhalt (LVermGeo) nutzt den Begriff in amtlichen Kartenwerken zur Kennzeichnung von Siedlungen, welche nicht als Ortsteil oder höher einzustufen sind. Im Landesrecht wird die Bezeichnung Wohnplatz nicht verwandt.

## Archäologie
In der Archäologie, besonders in Norddeutschland, wird Wohnplatz manchmal als Synonym für Fundstelle oder Siedlung benutzt, so der „Wohnplatz von Hohen Viecheln“. Anwesenheit oder Anzahl der Gebäude ist hier nebensächlich. So hat Duvensee Wohnplatz 13 als einzige Struktur eine Feuerstelle, die Funde belegen die kurzfristige Anwesenheit einer Person, die hier nicht einmal mit Sicherheit übernachtete. Bokelmann verwendet daher auch den neutraleren Ausdruck „Lagerplatz“ (Speicher).